# Giorgio Bozzo
Giorgio Umberto Bozzo (Rapallo, 15 luglio 1963) è un produttore discografico, autore televisivo, commediografo e giornalista italiano.
Produce anche spettacoli per il teatro.

## Biografia
Genovese di nascita trapiantato a Milano, inizia l'attività professionale nel mondo della musica leggera lavorando dal 1986 al 1989 per la Polygram, prima in forze all’ufficio promozione, poi come label manager dell’etichetta anglo-americana A&M. Dopo un'esperienza come giornalista nel settore della carta stampata a Berlino, inizia a collaborare con Rai 2 e con diversi magazine fra cui Marie Claire, Per Lui, Esquire, Amica.
Trasferitosi a Londra nel 1991, intraprende l'attività di autore televisivo. Nel 1991 è inviato e responsabile della redazione londinese per il programma televisivo Rock Cafè. Sempre per Rai 2 è autore l'anno successivo del programma Europop mentre per Raiuno, nel 1995, è autore e produttore esecutivo del magazine di costume Hotel Babylon.
Per la radio è autore nel 1997 del programma quotidiano In aria con la Pina, che ha una versione televisiva su Rai 2, "Sanremo in aria" in occasione della 47ª edizione del Festival di Sanremo (la trasmissione vede il debutto di La Pina, Platinette, Matteo Bordone, La Giada (a.k.a. Marisa Passera).
Io È del 1999 la fondazione della GOIN' NUTS, società che cura la produzione di programmi radiofonici per Platinette (The Absolutely Faboulous Platinette's Breakfast Show su Station One) e La Pina (So Pretty, sempre per Station One). Dal 2002 GOIN' NUTS mantiene solo la linea di edizione musicale.
Nel 2000 è autore e produttore per Radiodue del magazine Dispenser, distributore automatico di stimoli quotidiani, programma giornaliero della fascia serale, che nei dieci anni di andata in onda vede alla conduzione Matteo Bordone, Federico Bernocchi e Costantino della Gherardesca.
Due anni dopo fonda la P-NUTS, casa di produzione di spettacoli teatrali, programmi radiofonici ed etichetta discografica, con la quale produce per Platinette l'album Da viva - volume 1, per Gennaro Cosmo Parlato i due album Che cosa c'è di strano e Remainders e tutti gli album de le Sorelle Marinetti e dell'Orchestra Maniscalchi).
Nel corso della sua carriera di talent scout avvia alla notorietà e al successo vari personaggi del mondo televisivo, teatrale e musicale.
Oltre che di Platinette e di Gennaro Cosmo Parlato, Bozzo è stato produttore di Costantino della Gherardesca (dal 2009 sino al 2021), del gruppo vocale en travesti de le Sorelle Marinetti (dal 2007 ad oggi) e del progetto di recupero del repertorio swing anni Trenta e Quaranta Orchestra Maniscalchi (dal 2008 ad oggi).
Dal 2008 è attivo anche come autore e regista teatrale.
Per il trio vocale en travesti de le Sorelle Marinetti ha scritto gli spettacoli “Non me ne importa niente” (2008, debutto al Teatro Ciak di Milano), la commedia musicale “Risate sotto le bombe” (2013), “La famiglia canterina” (2014), “Topolini, mici e pinguini innamorati” (2017), “Sciantose, eccentriche e dive del microfono” (2018). Ad eccezione del primo titolo, che vede la regia dell’amico Max Croci, Bozzo cura la regia e la direzione artistica di tutti gli spettacoli.
Nel 2018 acquisisce i diritti per l’Italia del testo teatrale del commediografo americano Mart Crowley The Boys in the Band ("Festa per il compleanno del caro amico Harold"), di cui cura la traduzione dall’inglese e che debutta con una serie di anteprime allo Spazio Teatro 89 di Milano nel giugno 2019, per poi debuttare ufficialmente al Teatro Nuovo di Milano nel febbraio 2020. In occasione del Pride 2019 viene allestita una replica dello spettacolo all’interno del PAC - Padiglione di arte contemporanea di Milano.
Nel 2023 cura per la compagnia Effort di Milano la regia della commedia del commediografo americano Christopher Durang “Vanya e Sonia e Masha e Spike”, andata in scena allo Spazio Teatro 89 di Milano nell’aprile del 2023.
Parallelamente all’attività di talent scout, produttore, autore e regista teatrale, dal 1992 Bozzo è impegnato in una ricerca sulla storia del movimento e della comunità LGBT+ italiani, grazie alla quale ha raccolto una grande quantità di testimonianze in forma di interviste sonore o filmate con più di 200 attivisti, giornalisti, politici, artisti protagonisti o testimoni di questa storia.
Il 15 aprile del 2021 ha debuttato online con il primo episodio del podcast gratuito e reperibile su tutte le piattaforme “Le radici dell’orgoglio”, che racconta i primi 50 anni del movimento LGBT+ in Italia. Nel maggio 2024 ha pubblicato il primo volume di un saggio intitolato come il podcast, "Le radici dell'orgoglio", sulla storia del movimento LGBT+.

## Produzione discografica
- 2008 – “Non ce ne importa niente” di Le Sorelle Marinetti
- 2008 – “Blem blem fiu fiu dum dum!” dell’Orchestra Maniscalchi
- 2009 – “Diamoci del tu dell’Orchestra Maniscalchi
- 2009 – “Note di Natale” (E.P.) di Le Sorelle Marinetti
- 2010 – “Signorine Novecento” di Le Sorelle Marinetti
- 2013 – “Risate sotto le bombe”, colonna sonora della commedia musicale omonima
- 2016 – “Jukebox sentimentale” di Deb & Rose
- 2017 – “La famiglia canterina”, con Le Sorelle Marinetti, Francesca Nerozzi, Gabrio Gentini e il quartetto ritmico dell’Orchestra Maniscalchi
- 2018 – “Parole d’amor” di Le Sorelle Marinetti

## Radio

### Produzione e ideazione
- 1996 - In Aria con la Pina, Radiodue
- 1999 - The Absolutely Faboulous Platinette's Breakfast Show, Station One
- 1999 - So Pretty, Otto tette sotto a un tetto, Station One
- 1999 - Trash week, Station One
- 2000 - Dispenser, Radiodue
- 2001 - Houdini, Radiodue
- 2019 - Safar, Radiodue

### Produzione, ideazione e conduzione
- 2021 - Bentō, Giornale Radio
- 2022 - Umami, GiornaleRadio

## Podcast
- 2021 - Le Radici dell'Orgoglio
- 2023 - La Vita che merito, commissionato dall'UNAR, prodotto da Onepodcast in collaborazione con La Stampa e il "Circolo di cultura omosessuale Mario Mieli"

## Teatro

### Produzione
- 2004 – Che cosa c’è di strano?, spettacolo di teatro canzone con Gennaro Cosmo Parlato (produzione)
- 2008 – Non ce ne importa niente, spettacolo con Le Sorelle Marinetti (ideatore dello spettacolo e autore del testo)
- 2013 – Risate sotto le bombe, commedia musicale con Le Sorelle Marinetti e Gianni Fantoni (ideatore dello spettacolo e coautore con Fantoni)

### Regie
- 2014 – La Famiglia Canterina, spettacolo di teatro canzone con Le Sorelle Marinetti, Francesca Nerozzi e Gabrio Gentilini (autore del testo e regia)
- 2014 – Sciantose, eccentriche e dive del microfono, spettacolo di teatro canzone con Ariella Reggio e Le Sorelle Marinetti (autore del testo, regia). Lo spettacolo è stata presentato in anteprima al Mittelfest di Cividale del Friuli[8]
- 2017 – Topolini, mici e pinguini innamorati, spettacolo di teatro canzone con Le Sorelle Marinetti e il M° Christian Schmitz (autore del testo e regia)
- 2019 – The Boys in the Band, di Mart Crowley (regia)
- 2023 – Vanya e Sonia e Masha e Spike di Christopher Durang (regia)

### Traduzioni testi teatrali
- 2019 – The Boys in the Band
- 2023 – Vanya e Sonia e Masha e Spike

## Libri
- Le Radici dell’Orgoglio - La storia del movimento e della comunità LGBTQIA+ in Italia (Primo volume: 1960-1972), Milano, GUB, 2024. ISBN 979-88-7692-107-9